# Rizoma

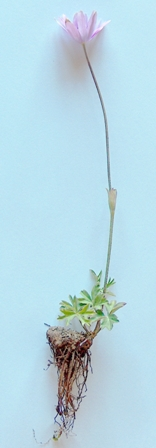
Preparato botanico di Anemone hortensis L., particolare del rizoma.

Il rizoma (da rizo-, radice, con il suffisso -oma, rigonfiamento) è una modifica del fusto nelle piante erbacee la cui principale funzione è di immagazzinare amidi e proteine e consentire così alle piante di penetrare (sopravvivere a una stagione sfavorevole) sottoterra. È ingrossato, sotterraneo con decorso generalmente orizzontale.
Molte felci e molte piante acquatiche (ad esempio le ninfee) possiedono rizomi. In molte specie vegetali (es. Iris) il rizoma è ricco di tessuti parenchimatici di riserva contenenti amido. Il rizoma svolge una funzione anche nella moltiplicazione vegetativa delle Angiosperme: infatti è dotato di gemme che permettono lo sviluppo di nuovi fusti. Questa capacità viene sfruttata nelle tecniche vivaistiche per la moltiplicazione di piante a fiore.

## Morfologia
Morfologicamente si presenta allungato e ramificato, decorrente sotto la superficie del terreno, oppure breve e cilindrico, disposto in posizione più o meno verticale. Non va confuso con lo stolone, che è invece un fusto strisciante sopra la superficie del terreno, con funzioni di moltiplicazione vegetativa.
Caratteristico di piante erbacee diffuse in climi molto variabili, il rizoma permette il superamento delle condizioni climatiche sfavorevoli rigenerando nuovi fusti.

## Usi
Alcuni rizomi sono commestibili e sono consumati come verdure o spezie, ad esempio lo zenzero, usato diffusamente in tutto il mondo, o la galanga, quest'ultima utilizzata nella cucina tailandese.

## Come metafora
La caratteristica propria del rizoma, di sviluppare autonomamente nuove piante anche in condizioni sfavorevoli, ha spinto alcuni pensatori a farne uso in termini metaforici, per simboleggiare alcuni concetti. In particolare, Carl Gustav Jung adottò il termine rizoma con riguardo alla natura invisibile della vita, la quale si sviluppa per lo più sotto terra, mentre ciò che appare dura solo una stagione, e poi cessa, senza che per questo il flusso vitale si interrompa definitivamente.
La metafora del rizoma è poi stata adottata da Gilles Deleuze e Félix Guattari per caratterizzare un tipo di ricerca filosofica che procede per multipli, senza punti di entrata o uscita ben definiti e senza gerarchie interne; questa è anche la prospettiva di scrittura e di interpretazione proposta in una delle loro opere principali, Millepiani, ovvero la seconda parte dell'Antiedipo, dedicato alla ricostruzione dei nessi profondi fra capitalismo e schizofrenia. In questa opera, Deleuze-Guattari contrappongono la concezione rizomatica del pensiero a una concezione arborescente, tipica della filosofia tradizionale, la quale procede gerarchicamente e linearmente, seguendo rigide categorie binarie ovvero dualistiche; il "pensiero rizomatico", invece, è in grado di stabilire connessioni produttive in qualsiasi direzione.
Édouard Glissant definisce le culture "a radice unica" quelle che tendono all'auto-conservazione (ataviques) ed invece "a rizoma" quelle nate da una recente creolizzazione (composites) e quindi coscienti della loro natura plurima.

## Esempi di piante rizomatose

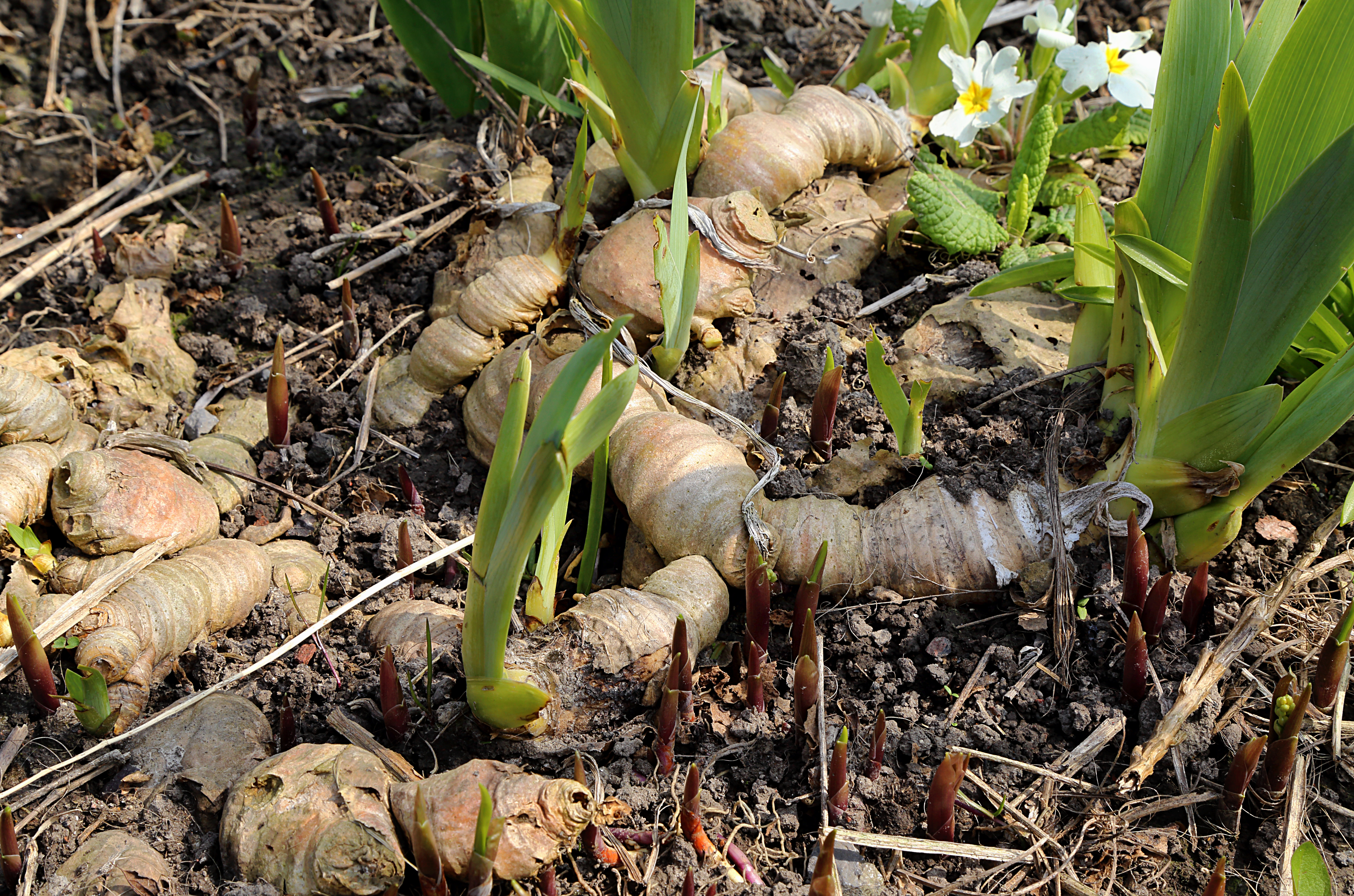
Rizoma di Iris

- Iris o giaggiolo
- zenzero (Zingiber officinale)
- Asparago
- mughetto
- gramigna
- Posidonia oceanica
- Ipecacuana
- Wasabi